# Overbrook (Philadelphie)

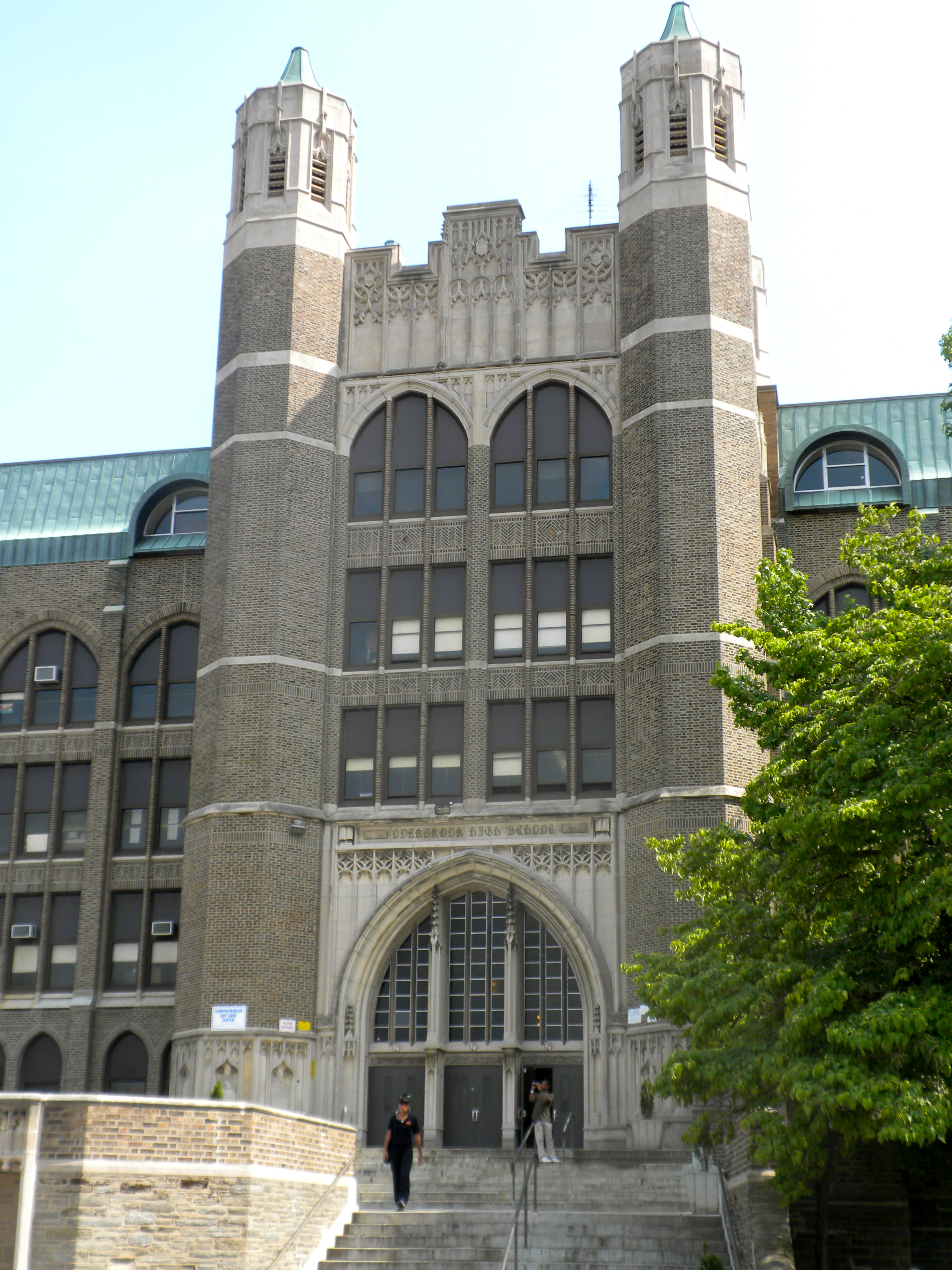
La Overbrook High School.

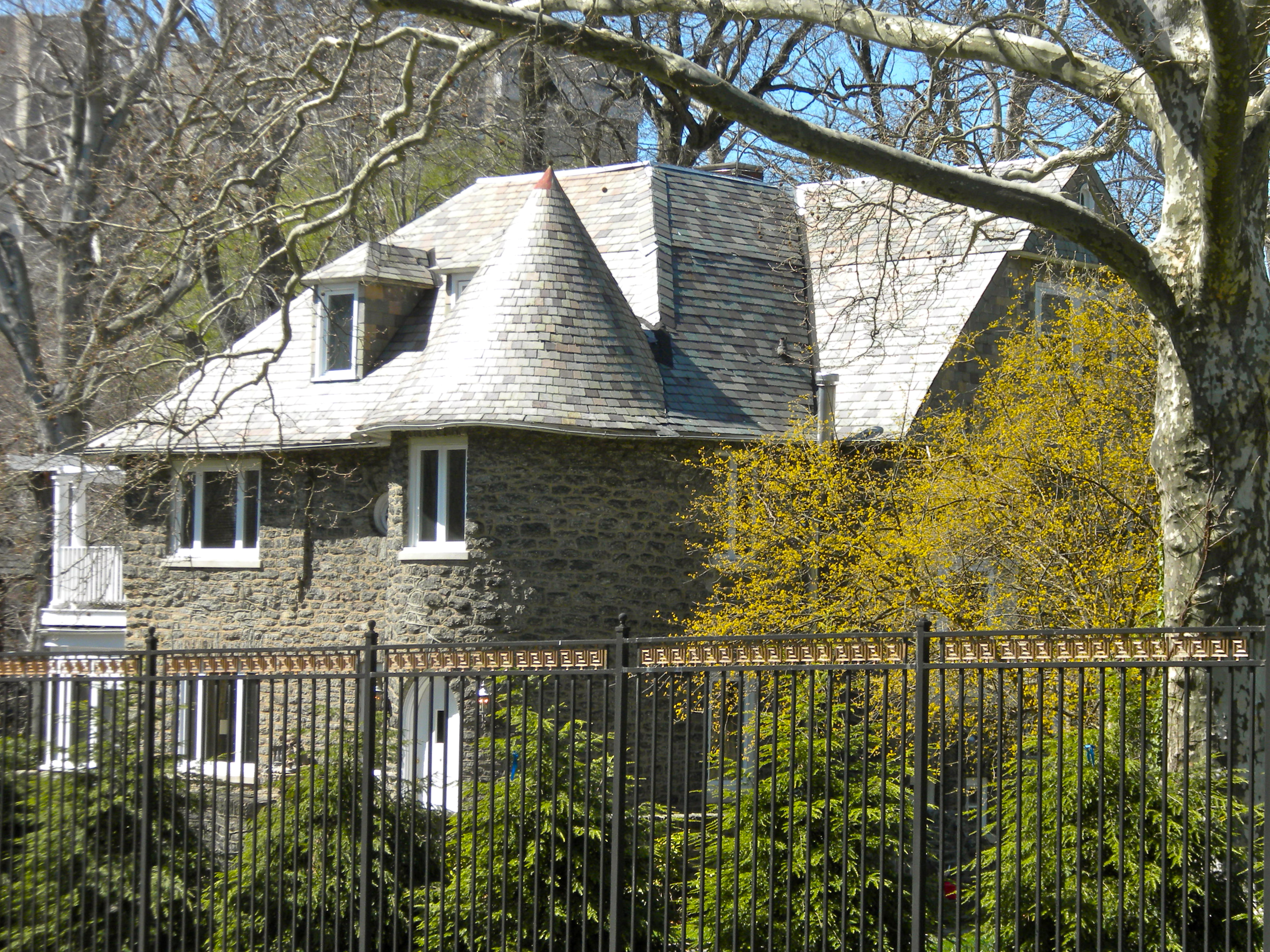
Maison de pierre d'Overbrook Farms.

Overbrook est un quartier de Philadelphie (aux États-Unis) du nord-ouest de West Philadelphia. Le quartier est caractérisé par ses rangées de maisons anciennes et de petits immeubles d'habitation de trois ou quatre étages.

## Description
Le nom d'Overbrook fait référence au quartier lui-même et à une zone plus étendue du nord-ouest de West Philadelphia qui comprend quatre quartiers : Overbrook, Overbrook Farms, Morris Park et Overbrook Park. Ces quatre quartiers sont unis par la proximité de la Overbrook High School, la Overbrook School for the Blind (institutions pour aveugles), la gare SEPTA d'Overbrook et par Overbrook Avenue. D'après la commission de planification de la ville de Philadelphie, les limites d'Overbrook sont North 63rd Street à l'ouest, Lansdowne Avenue au sud, et la gare régionale de chemin de fer SEPTA au nord-est. Une petite portion de Woodbine Avenue entre la North 63rd Street et la gare SEPTA relie Overbrook au nord, tandis qu'une autre petite portion de la North 52nd Street entre Lansdowne Avenue et la gare SEPTA relie Overbrook au sud.
La limite nord d'Overbrook Farms est City Avenue (US 1). La limite ouest est North 66th Street entre City Avenue et Woodcrest Avenue et Morris Park entre Woodcrest Avenue et Malvern Avenue. La limite sud est Malvern Avenue vers Wynnewood Road, une petite portion de Wynnewood Road, et Woodbine Avenue  partant de Wynnewood Road vers North 58th Street. La limite orientale est North 58th Street entre Woodbine Avenue et Overbrook Avenue, une petite portion  d'Overbrook Avenue, et ensuite Cardinal Avenue entre Overbrook Avenue et City Avenue. Overbrook Farms borde la Saint Joseph's University dans son côté nord-est. À l'ouest du quartier d'Overbrook se trouve Morris Park, dont le nom vient du parc éponyme à la limite occidentale. La limite orientale du quartier est North 63rd Street. Au nord la limite est marquée par Woodbine Avenue entre North 63rd Street et Wynnewood Road, Wynnewood Road entre Woodbine Avenue et Malvern Avenue, et Malvern Avenue entre Wynnewood Road et North 68th Street. Du côté ouest, la frontière est North 68th Street et Morris Park entre Malvern Avenue et Haverford Avenue, Cobbs Creek Park entre Haverford Avenue et North 67th Street, et North 67th Street entre Callowhill Street et North Gross Street. La frontière sud est Arch Street à la North Gross Street, bordant Cobbs Creek Park à la limite d'Upper Darby. 
Les limites d'Overbrook Park sont City Avenue au nord et Morris Park à l'ouest, au sud et à l'est. Haverford Avenue relie Overbrook Park vers le quartier de Morris Park, tandis que City Avenue relie Overbrook Park à Overbrook Farms. 
Overbrook s'est développé en plusieurs étapes entre 1900 et 1960. Le quartier se caractérise par ses maisons en rangées, en différents styles architecturaux. Elles ont été construites au début du XXe siècle, lorsque le trolleybus a permis à des habitants de la classe moyenne de Philadelphie d'emménager dans une zone moins populeuse offrant plus d'espace. En dehors d'Overbrook Farms, la plupart des maisons de la zone d'Overbrook datent de 1915-1930,  juste avant que la Grande Dépression ne freine les nouvelles constructions. En plus des maisons en rangées, on trouve ici un certain nombre de maisons jumelles (semi-détachées ou semi-séparées). Elles comportent deux ou trois étages et ont 190 m2 de surface. Des exemples notables de ce genre d'habitations se trouvent le long de Wynnewood Road à partir de Haverford Avenue vers Malvern Avenue, North 64th Street entre Lansdowne Avenue et Lebanon Avenue, ou bien à Nassau Road entre North 61st Street et 63rd Street. Il y a peu de maisons individuelles séparées à Overbrook. Ces maisons individuelles datent d'avant la construction de la plupart des habitations d'Overbrook ou bien se trouvent sur des lopins de terrain plus sélectifs, installés après le plan urbanistique prévoyant des maisons en rangées ou des maisons jumelles. On peut en admirer un certain nombre à Wynnewood Road près de Columbia Avenue. Une très grande maison de pierre se remarque à cette intersection. Elle disposait autrefois d'un grand terrain de près de 5 000 mètres carrés qui a été loti ensuite en maisons jumelles ou maisons en rangées. La plupart de ces maisons individuelles se trouvent dans le quartier d'Overbrook Farms.

## Patrimoine

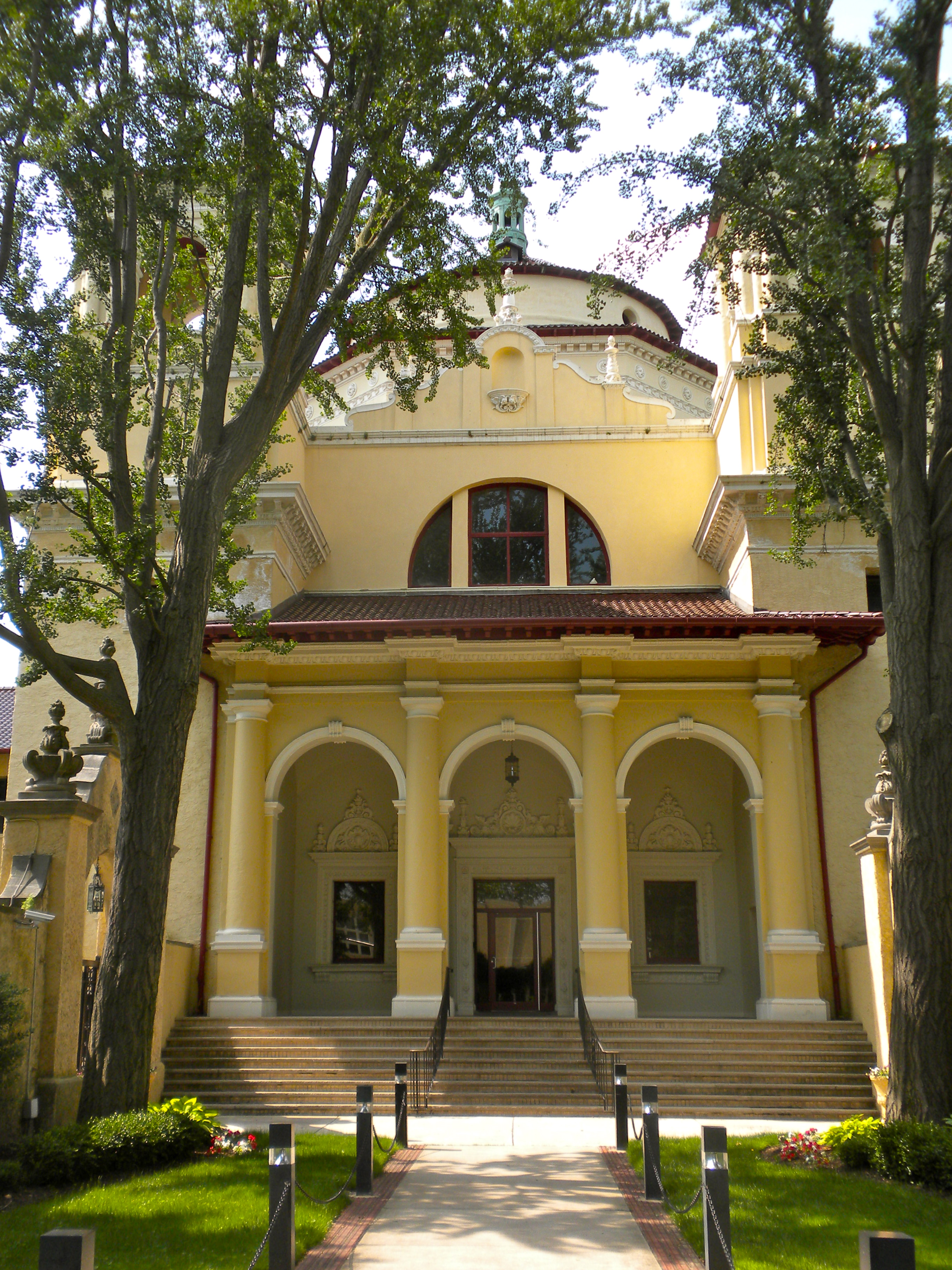
Overbrook School for the Blind (institut d'Overbrook pour aveugles)

Overbrook, qui est demeuré surtout une zone résidentielle, possède plusieurs édifices remarquables :
- Église catholique Notre-Dame-de-Lourdes avec son école paroissiale – 63rd street et Lancaster avenue
- Overbrook Elementary Schoo] – 2032 N. 62nd St., inscrite au Registre national des lieux historiques[2]
- Overbrook High School – 59th Street et Lancaster Avenue, construite en 1924 et inscrite au Registre national des lieux historiques en 1986[2]. Aujourd'hui, plus de quatre-vingt-dix pour cent de ses élèves sont noirs[3].
- Cobbs Creek – frontière sud d'Overbrook
- Harambee Charter School – 66th Street et Harlan Street
- Overbrook School for the Blind (institut pour aveugles) – Malvern Avenue près de la 64e rue,  architecture en style colonial espagnol
- Lewis C. Cassidy School/Academics Plus School, 6523 Lansdowne Avenue, inscrite au Registre national des lieux historiques[2]
- St. Charles Borromeo Seminary

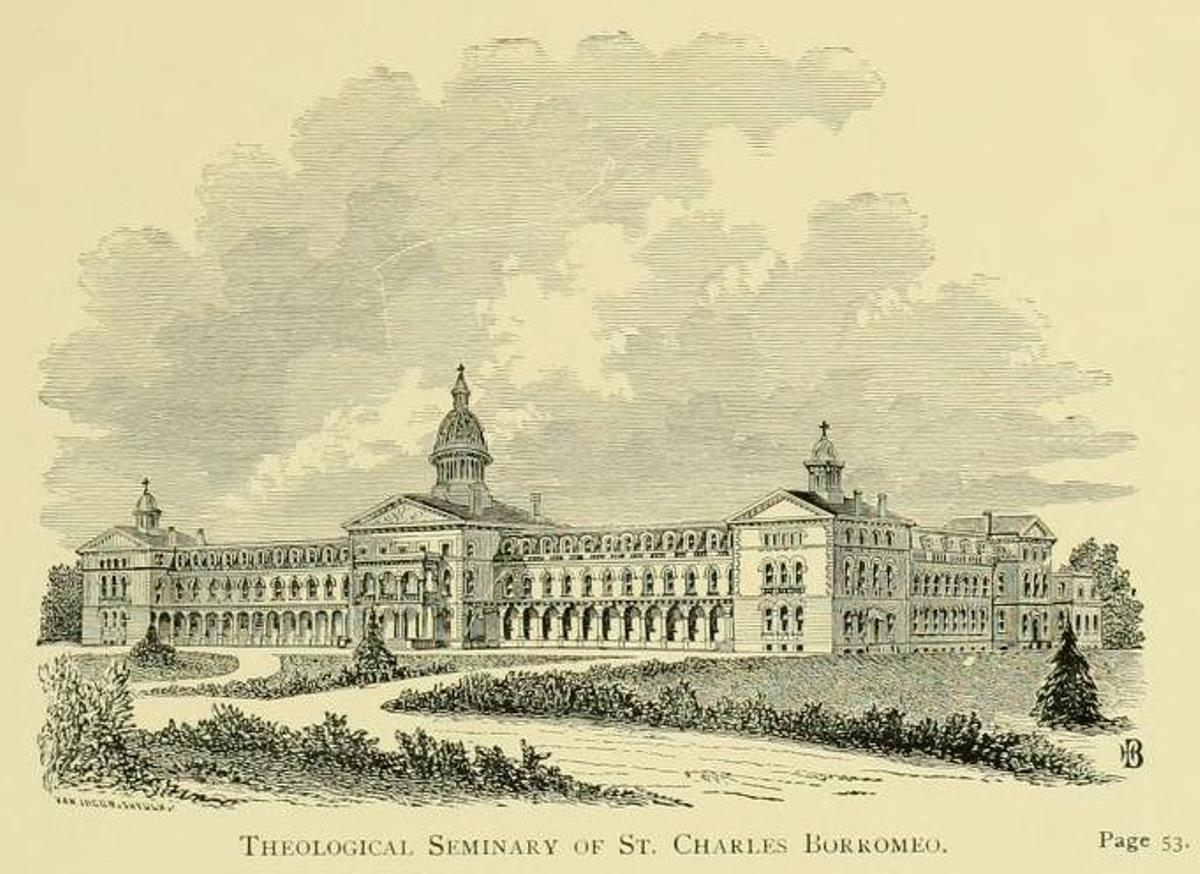
Séminaire catholique Saint-Charles-Borromée
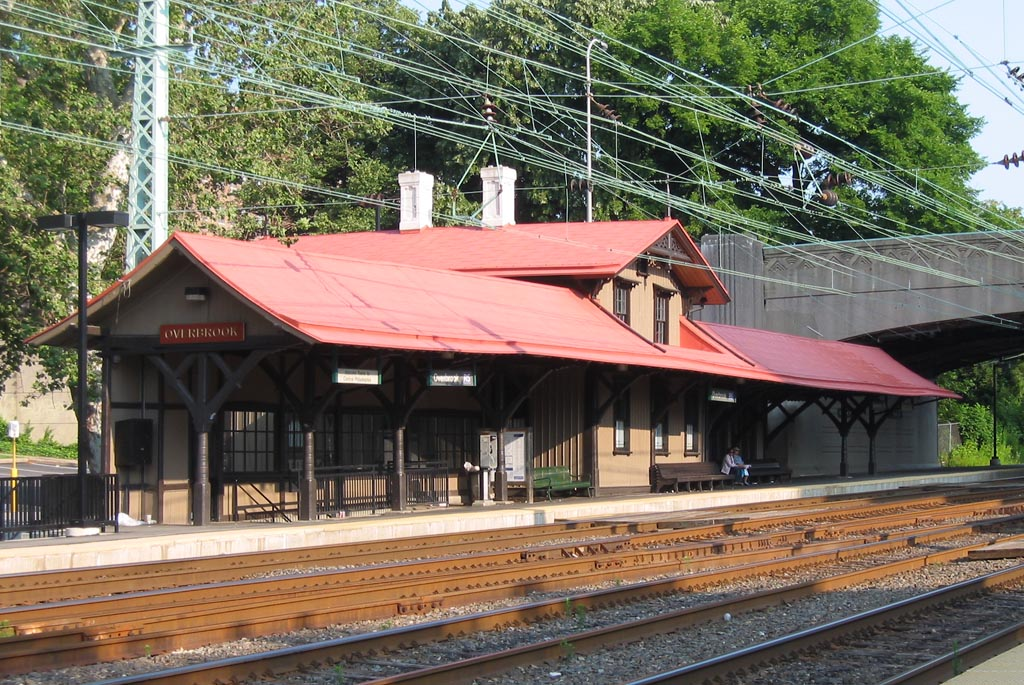
Gare SEPTA d'Overbrook

## Éducation

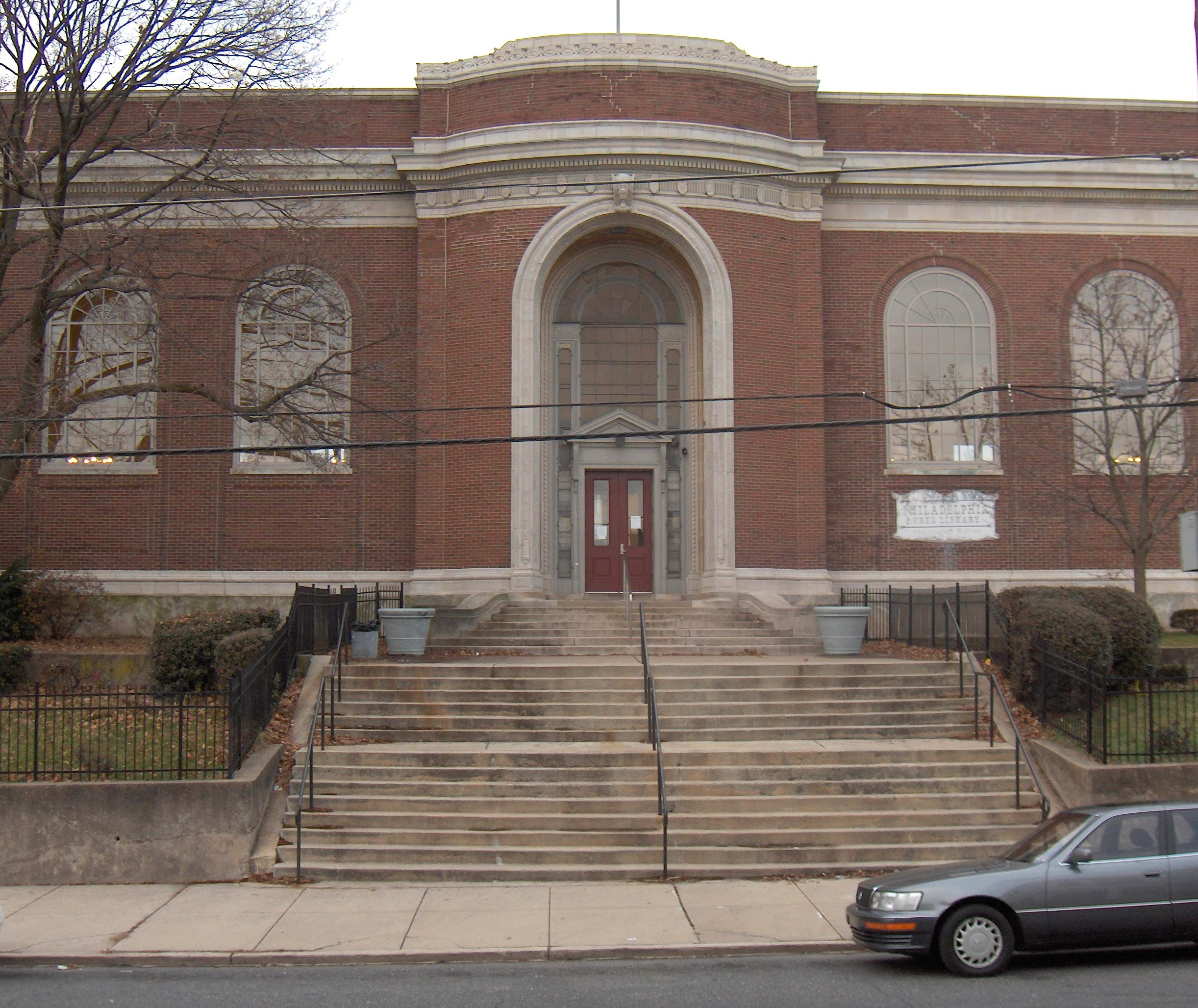
Filiale d'Haddington

La Overbrook High School se trouve à Overbrook, ainsi que l'institut pour aveugles dénommé Overbrook School for the Blind. La Saint Joseph's University (fondée par les Jésuites) se trouve à proximité. La filiale d'Haddington de la Free Library of Philadelphia se trouve dans le quartier.

## Personnalités
- Esther Byrnes (1867-1946), biologiste et professeure de sciences, y est née.